# 通流閘
39°54′27″N 116°39′45″E / 39.907416°N 116.662550°E
历史上，通惠河的通州段上有三座水闸称为通流閘。
通惠河由郭守敬主持修建，自1292年开工，至1293年完工。1293年修建木制的通州闸上闸（位于今通州五里店）、下闸（位于今通州城南孙王场南）。1295年，更名为通流闸。1527年，巡仓御史吴仲重修通惠河，取消普济闸至张家湾河口的河道，这两座通流闸同时废除。

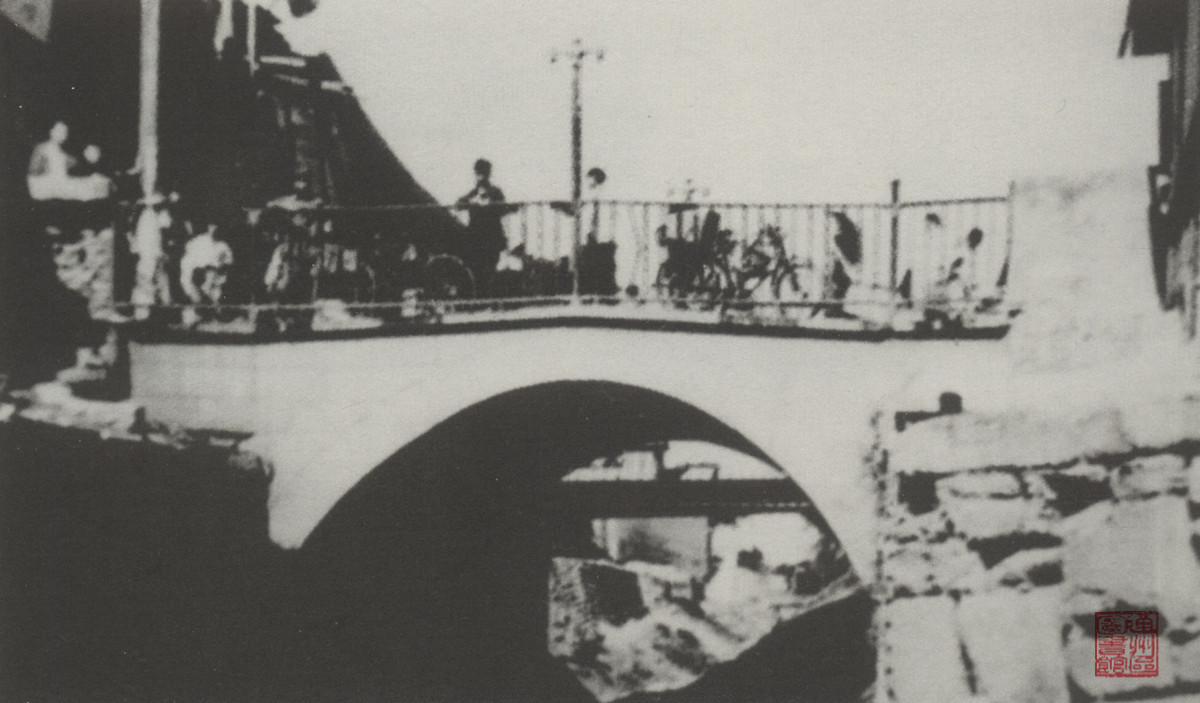
闸桥

另一座通流闸位于通州旧城中心曾经的通惠河支脉万寿宫水渠上。元延祐年修建，1432年重修。1528年，吴仲在桥东建立长10余丈、宽2丈多的木桥。1846年，废除通流闸改建石桥，號稱「虹腰橫跨、雁齒層聯」。1936年，冀東防共自治政府重修了闸桥，桥面拓宽为水泥结构，改为铁栏杆，安装了电灯。当时咒骂这个傀儡政府的民谣就提到了闸桥：“殷汝耕，坐冀东。不下雨，净刮风。修马路，垫大坑。闸桥又把洋灰承。”由于接近通州府衙，南方船只经常在这里转运货物，闸桥南北大街有繁荣的商业气息。1953年，通流闸、闸桥拆除，修建新华东街。拆除后，依然有人习惯地称呼此地为“闸桥”。1999年，内燃气管道掘挖工程中，发现了约长18米的通流闸桥的遗址。
|  | 通州 新城 北門 南門 新城南門 西門 東門 北極閣 文昌閣 敵樓 舊敵樓 鼓樓 文殊塔 南溪閘 減水閘 通流閘 新城大街 西大街 北大街 东大街 南关大街 南大街 西顺城街 天成巷 帥府街 東關大街 十字街 大、小紅牌樓胡同 新街下坡胡同 新街口 西倉 南倉 中倉 馬家胡同 熊家胡同 四眼井胡同 史家胡同 白將胡同 大条胡同 二条 三条胡同 小燒酒胡同 半截胡同 大燒酒胡同 中倉胡同 倉溝 史家胡同 石板胡同 如意胡同 蔡家胡同 教子胡同 東塔胡同 前剪子巷 后剪子巷 豆腐巷 八里橋 通利橋 哈叭橋 善人橋 臥虎橋 吾党橋 東水關 南水關 東海 西海 葫蘆頭 石壩 土壩 北運河 通州衛 理事廳 倉場署 刑錢府 江蘇局 浙江局 貢院 後營 東營房 西營房胡同 定邊衛 北後街 南街 黃亭 聖教寺 慈航寺 靜安寺 觀昌寺 文廟 武聖廟 大關廟 龍王觀 三官廟 萬壽宫 碧霞宫 射園 北果市 牛市口 魚市 糧食市 江米店 東柵欄口 西柵欄口 玉带河 |
|  | 光緒《通州志》中的“城池圖” |

|  | 通惠河 北京 大通桥 庆丰闸 通流闸 平津闸 天妃宫 通州 新城 永通桥 普济下闸 石霸                  |
|  | 明代吳仲撰《通惠河志》中的“通惠河圖”（中国古代地图的方位习惯与现在相反，为上南下北左東右西）。 |